# 秘密客3：守衛
《秘密客3：守衛》（英語：Mimic: Sentinel）是一部2003年的美國科幻恐怖片，由J.T. Petty執導，約翰.卡普洛斯、卡爾·蓋瑞等人主演；該片為《秘密客系列電影》的第三部。其風格接近於希區考克的《後窗》。

## 劇情
當年爆發的兒童致命傳染病的其中一名倖存者馬文（Marvin Montrose），如今已長大成人，與母親、姊姊羅絲一同住在一間破舊的公寓內，之前的染病卻給他留下一些後遺症。行動不便的馬文成日裡以偷窺、偷拍鄰居的私生活作為樂趣，但他逐漸發現附近社區的鄰居們逐漸失蹤，而伴隨失蹤者出現的總有一個神秘的「黑衣高個子」。馬文開始相信當年的猶大變種昆蟲已再度重返世界……

## 演員
- 卡爾·蓋瑞 飾演 馬文
- 阿麗西絲·澤納 飾演 羅絲（Rosy）
- Rebecca Mader 飾演 Carmen
- 阿曼達·普拉莫 飾演 Simone
- 約翰.卡普洛斯 飾演 杜馬（Detective Gary Dumars）[3]

## 外部連結
- 豆瓣電影上《秘密客3：守衛 （页面存档备份，存于）》的資料
- 開眼電影網上《秘密客3：守衛 （页面存档备份，存于）》的資料
- 時光網上《秘密客3：守衛》的資料
- IMDb上《秘密客3：守衛 （页面存档备份，存于）》的資料
- 爛番茄上《秘密客3：守衛 （页面存档备份，存于）》的資料